# Латонина, Нина Николаевна
Ни́на Никола́евна Лато́нина (3 [16] марта 1912, Санкт-Петербург — 17 июля 1988, Ленинград) — советская балерина и актриса кино.

## Биография
Родилась 3 (16) марта 1912 года в Санкт-Петербурге.
Окончила Ленинградское хореографическое училище в 1929 году (курс А. Я. Вагановой).
В 1929—1964 годах — актриса Ленинградского Малого театра оперы и балета. Латонина — характерная танцовщица, исполнительница мимических ролей.
До Великой Отечественной войны довольно активно снималась в кино.
Скончалась 17 июля 1988 года в Ленинграде.

## Театральные работы
Была первой исполнительницей женских партий в постановках:
- 1922 — «Сольвейг / Ледяная дева)»  Э. Грига (балетмейстер П. Н. Петров) — Сваха[1]
- 1935 — «Светлый ручей» Д. Д. Шостаковича (балетмейстер Ф. В. Лопухов) — Доярка
- 1936 — «Фадетта» Л. Делиба (балетмейстер Л. М. Лавровский) — Маменька
- 1940 — «Сказка о попе и о работнике его Балде» М. И. Чулаки (балетмейстер В. А. Варковицкий) — Попадья
- 1947 — «Чудесная фата» С. А. Заранек (балетмейстер Н. А. Анисимова) — Мамка
- 1951 — «Барышня-крестьянка» Б. В. Асафьева (балетмейстер Б. А. Фенстер) — Повариха
- 1954 — «Двенадцать месяцев» Б. Л. Битова (балетмейстер Б. А. Фенстер) — Мачеха[2]
- 1957 — «Ивушка» О. А. Евлахова (балетмейстер Н. А. Анисимова) — Лукерья

## Фильмография
- 1933 — Иудушка Головлёв — Любинька
- 1934 — На Луну с пересадкой — медсестра
- 1937 — Женитьба — Агафья Тихоновна
- 1937 — Пугачёв — Устинья
- 1937 — Тайга золотая — Лиза, невеста Мраморова
- 1937—1938 — Пётр Первый — Ольга Буйносова (в титрах фильма роль ошибочно приписана — М. Сафроновой)
- 1941 — Киноконцерт 1941 г. — девушка в номере Лидии Руслановой (в титрах не указана)
- 1962 — Женихи и Ножи — гостья